# Плейнс (Монтана)
Плейнс (англ. Plains) — город в округе  Сандерс  в штате Монтана США. Население составляло 1106 человек по переписи 2020 года. Он был основан как Хорс-Плейнс и иногда назывался Уайлд-Хорс-Плейнс, поскольку местные индейцы зимовали здесь со своими лошадьми, чтобы питаться травами в долине. Позднее название было сокращено до Плейнс, когда Почтовая служба США установила своё присутствие в 1905 году.
Город был основан в 1883 году как станция Северной Тихоокеанской железной дороги.

## Демография

### Перепись 2010 года
По данным переписи 2010 года, в городе проживало 1048 человек, были 502 домохозяйства и 256 семей. Плотность населения составляла 1746,7 жителей на квадратную милю (674,4/км²). Было 593 единицы жилья при средней плотности 988,3 единицы на квадратную милю (381,6 единицы/км²). Расовый состав города был следующим: 94,7% белых, 0,2% афроамериканцев, 2,0% коренных американцев, 0,5% азиатов, 0,2% представителей других рас и 2,5% представителей двух или более рас. Испаноязычные или латиноамериканцы любой расы составляли 2,4% населения.

### Перепись 2000 года
По данным переписи 2000 года, в городе проживало 1126 человек, были 472 домохозяйства и 297 семей. Плотность населения составляла 2005,3 жителей на квадратную милю (774,3/км²). Было 532 единицы жилья при средней плотности 947,4 единиц на квадратную милю (365,8 единиц/км²). Расовый состав города был следующим: 95,91% белых, 0,09% афроамериканцев, 1,24% коренных американцев, 0,36% азиатов, 0,36% представителей других рас и 2,04% представителей двух или более рас. Испаноязычные или латиноамериканцы любой расы составляли 2,93% населения.